# Rotunditermes
Rotunditermes es un género de termitas  perteneciente a la familia Termitidae que tiene las siguientes especies:

## Especies
1. Rotunditermes bragantinus
2. Rotunditermes rotundiceps